# Candace Wheeler

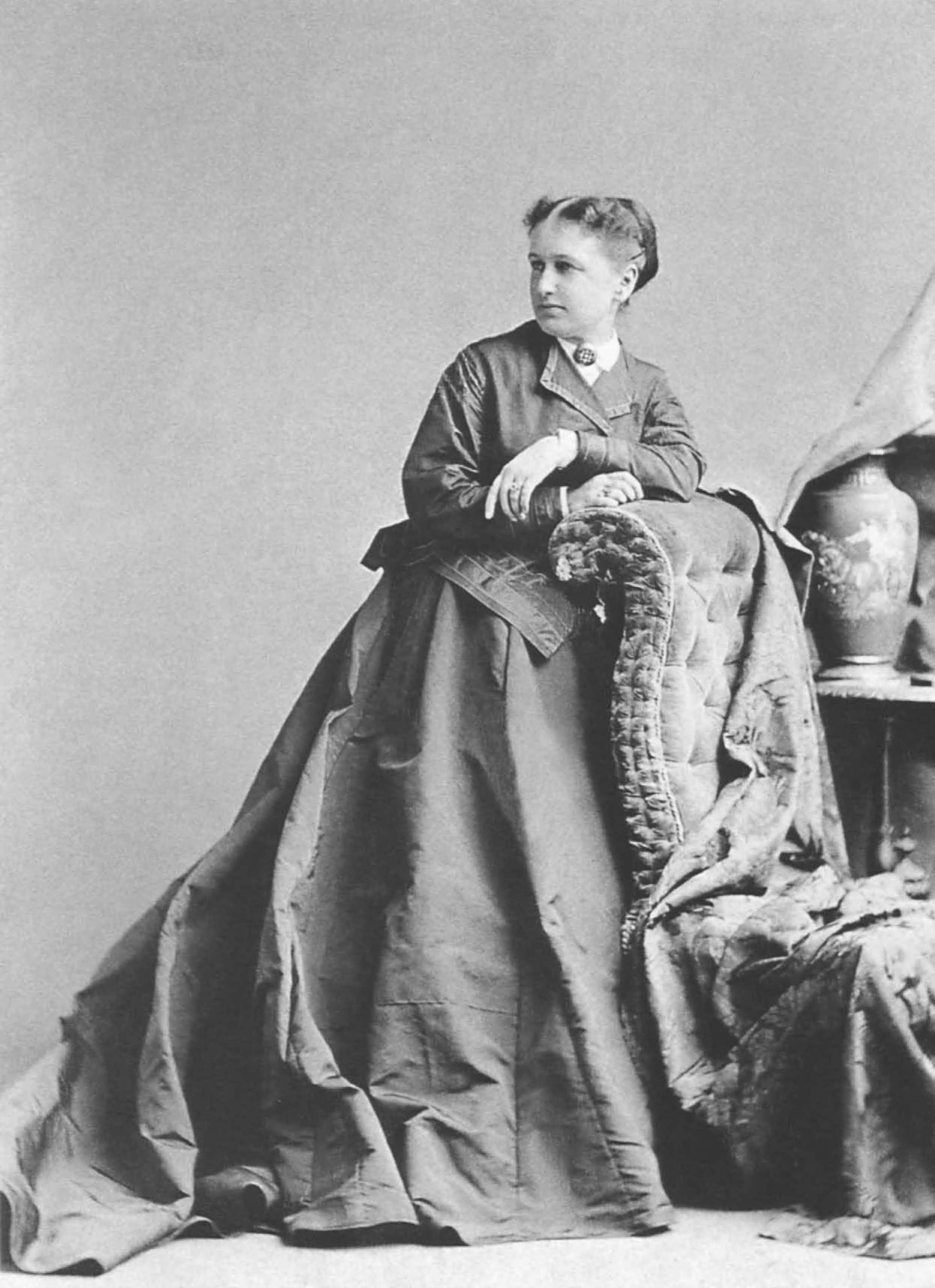
Candace Wheeler, 1870

Candace Wheeler (* 24. März 1827 in Dehli, USA; † 5. August 1923 in New York City, USA) war eine US-amerikanische Textildesignerin und Autorin. Sie war eine der ersten amerikanischen Frauen, die Designs für amerikanische Hersteller entwarf und eine der ersten Frauen, die als Innenarchitektin bekannt wurde. Sie war Designdirektorin für das Woman's Building der World’s Columbian Exposition 1893 in Chicago.

## Leben und Werk

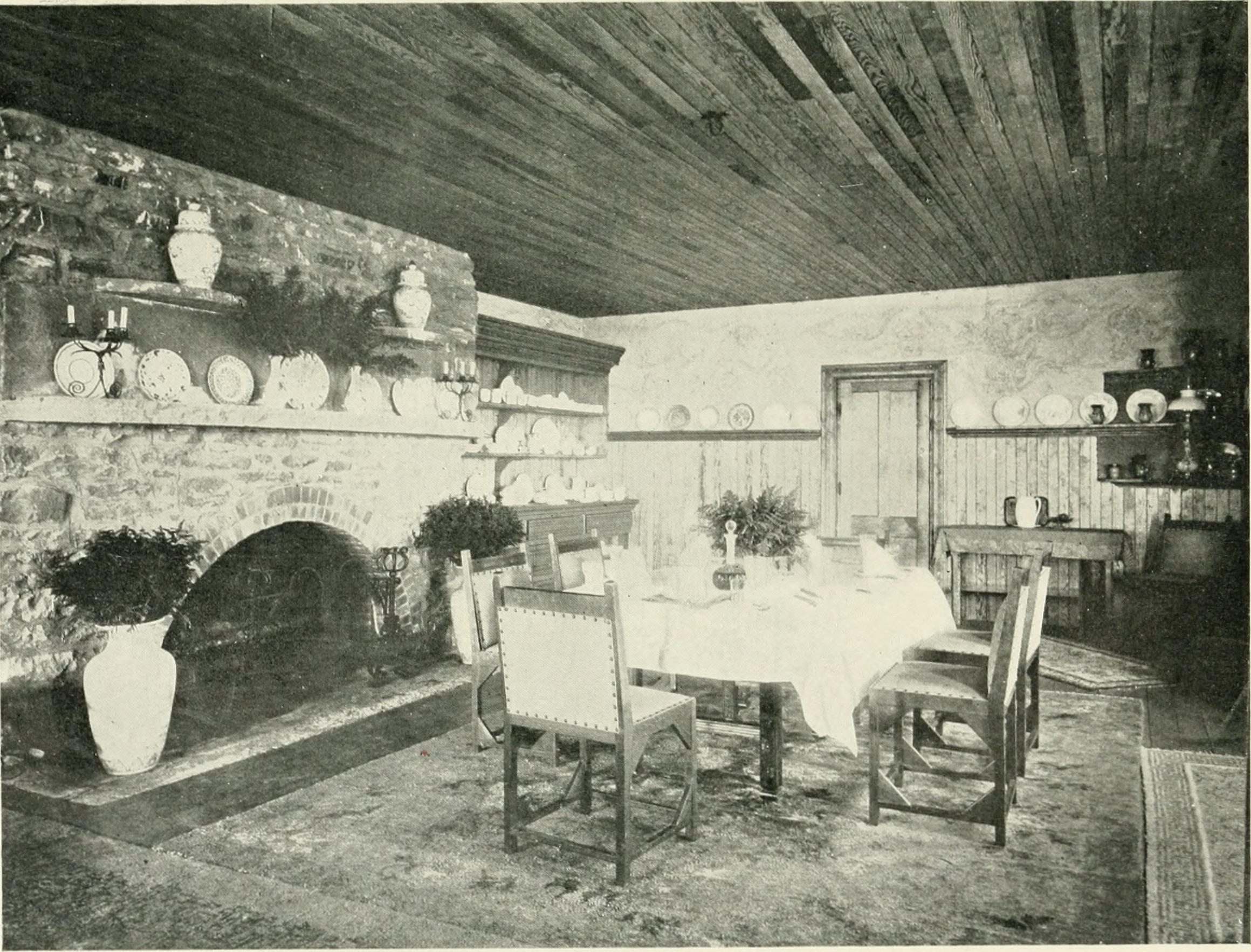
Bild aus: Principles of home decoration, with practical examples. Candace Wheeler, 1903

Wheeler war die Tochter des Milchbauers Abner Thurber und Lucy Dunham. Sie wuchs mit ihren sieben Geschwistern auf einer Farm in Delhi auf und wurde an der Delaware Academy in Delhi ausgebildet. Sie heiratete am 28. Juni 1844 den Reeder Thomas M. Wheeler und lebte die meiste Zeit ihres Lebens in Brooklyn und New York City.
Während der Jahre, in denen sie ihre vier Kinder großzog, bewegte sich Wheeler im Künstlerkreis des The Tenth Street Studio Building in New York City. Sie erhielt Malunterricht von Frederic Churc, Sanford Robinson Gifford und Albert Bierstadt in ihrem Landhaus Nestledown in der Nähe von Jamaika auf Long Island.
Nachdem sie 1876 auf der Weltausstellung Centennial Exhibition in Philadelphia eine Ausstellung englischer Handarbeiten für Frauen gesehen hatte, begann sie im Alter von fünfzig Jahren eine Karriere als Textildesignerin und Förderin von Frauen in der dekorativen Kunst.

## Society of Decorative ArtundWomen's Exchange
Inspiriert durch die Stickereien der englischen Royal School of Art Needlework gründete Wheeler 1877 die Society of Decorative Art in New York. Die Organisation bot Frauen Unterricht in angewandter Kunst an und half ihnen beim Verkauf ihrer Werke, was ihnen ein gewisses Maß an wirtschaftlicher Unabhängigkeit verschaffte. Wheeler bildete Komitees, um Verträge mit Herstellern und Importeuren abzuschließen, und vereinte so Kunst, Bildung und Industrie unter der Schirmherrschaft der Gesellschaft. Als Korrespondenzsekretärin war sie beteiligt bei dem Aufbau eines Netzwerks von Kunstvereinen im ganzen Land, darunter Gruppen in Chicago, St. Louis, Hartford, Baltimore, Detroit und Charleston (South Carolina).
1878 trat Wheeler aus der Gesellschaft aus und eröffnete die Women's Exchange als weitere Möglichkeit, den Verkauf von Kunsthandwerk von Frauen zu fördern. Sie gewann 1879 einen ersten Preis für einen Portiere-Entwurf bei einem Wettbewerb der Society of Decorative Art und 1881 einen ersten Preis bei einem Tapeten-Designwettbewerb von Warren, Fuller and Company.
Als Mitbegründerin einer Haushaltskunstzeitschrift Art Interchange, wechselte sie 1878 in den kommerziellen Bereich. Als Vorsitzende des Ausschusses für Veröffentlichungen fungierte sie als Verbindungsperson zu den Verlagen, schrieb Artikel und beauftragte bekannte Autoren mit der Mitarbeit an der Zeitschrift.

## Tiffany & Wheeler

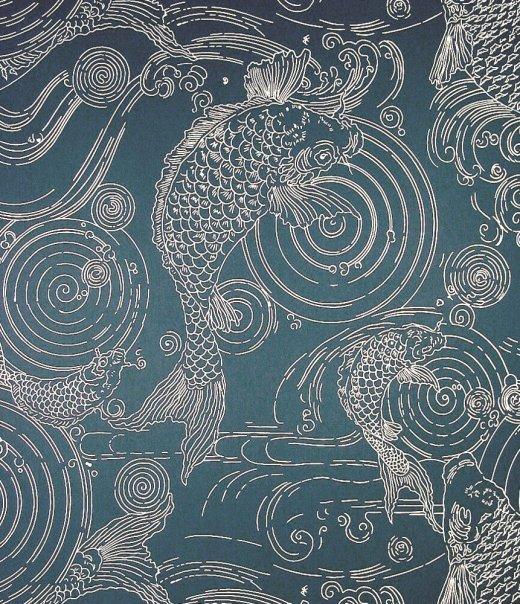
Schablone für Tapete mit japanischem Karpfenmotiv

1879 wurde Wheeler Partnerin bei Associated Artists, einem Innendekorationsunternehmen in New York, das von den Künstlern Louis Comfort Tiffany und Samuel Colman sowie dem Holzschnitzer Lockwood de Forest gegründet wurde. Zu den Arbeiten des Unternehmens Tiffany & Wheeler gehörten Aufträge für das Veteranenzimmer der Waffenkammer des Siebten Regiments (1879–1880), den Bühnenvorhang für das Madison Square Theatre (1879), den Union League Club (1882), und vier Räume im Weißen Haus (1882–1883). Eine von Cornelius Vanderbilt II. in Auftrag gegebene Folge von elf Wandteppichen wurde 1882 nach Entwürfen von ihrer Tochter Dora Wheeler Keith gewebt. Wheeler entwarf auch bestickte Wandteppiche für die englischen Schauspielerinnen Ellen Terry und Lily Langtry. Für den Innenraum der Church of the Divine Paternity in der Fifth Avenue wurden Stickereien angefertigt. Tiffany und Wheeler entwarfen 1881 auch die Innenräume des Mark Twain House in Hartford, so das Tapetendesign Honeybee. 1880 wurde die Firma Tiffany & Wheeler beauftragt, mehrere Innenräume der Luxusdampfyacht Namouna zu entwerfen, die dem Zeitungsverleger James Gordon Bennett junior gehörte.
Als Erfinderin erhielt Wheeler 1882 in England und 1883 in den Vereinigten Staaten Patente für ein neues Webverfahren needle woven tapestry.

## DesignfirmaAssociated Artists
Bis 1883 hatten sich die Firma Associated Artists aufgelöst, aber Wheeler gründete ihre eigene Firma Associated Artists, die sowohl handgearbeitete als auch maschinell gefertigte Textilien herstellte und wo ausschließlich Frauen arbeiteten. Sie nutzte das Fachwissen einer Gruppe weiblicher Kunsthandwerker in einer Werkstatt in der 115 East 23rd Street in New York City und experimentierte mit gängigen Materialien wie Denim. Sie verwendete nach dem Vorbild von William Morris einheimische Pflanzen als Gestaltungselemente in ihren Textilmustern. Viele ihrer Wandteppiche zeigten amerikanische Themen in dem Versuch, einen ausgeprägten amerikanischen Sticktyp zu schaffen.
Wheeler arbeitete nicht nur mit ihrer eigenen Firma zusammen, sondern schloss auch Verträge mit Stoffhäusern in New Jersey und mit der Seidenspinnerei Cheney Brothers in Connecticut. In den 1880er Jahren expandierte Associated Artists, da Künstlerinnen des Unternehmens Tapeten entwarfen und ab 1893 ganze Innenräume dekorierten. Das Unternehmen blieb bis 1907 bestehen und bot vielen Frauen die Möglichkeit, ihren Lebensunterhalt zu verdienen.

## Autorin, Kunstlehrerin und Direktorin des Bureau of Applied Arts
Zusätzlich war Wheeler Beraterin der Woman's Art School am Cooper Institute, unterrichtete an der Gotham Art School und am New York Institute of Artist-Artisans. Sie schrieb zahlreiche Artikel in Zeitschriften über Stickerei und Design und veröffentlichte Gedichte und Bücher. Sie war Mitglied der State Charities Aid Association in New York.
Wheeler wurde zur Direktorin des Bureau of Applied Arts für den Staat New York gewählt und organisierte 1893 die Ausstellung des Staates New York für die World’s Columbian Exposition. Als Präsidentin von Associated Artists wurde Wheeler zur Farbdirektorin des Woman's Building auf der Ausstellung ernannt und entwarf nicht nur die Innendekoration, sondern auch einige der Möbel, die von Associated Artists hergestellt wurden.
Sie plante und baute 1883 für sich ein Haus, Pennyroyal, in der Nähe von Tannersville, New York. Um Pennyroyal entstand eine Künstler- und Literaturgruppe, der Onteora Club, zu der Persönlichkeiten wie Samuel Clemens, Richard Watson Gilder, Mary Mapes Dodge und John Burroughs gehörten. Im Alter von achtzig Jahren baute Wheeler Wintergreen, ein Haus in der Nähe von Thomasville, Georgia, wo sie die Wintermonate bis zu ihrem Tod lebte.
Wheeler starb 1923 im Alter von 96 Jahren im Atelier Building in New York City.

## Werke von Candace Wheeler im Metropolitan Museum of Art (Auswahl)

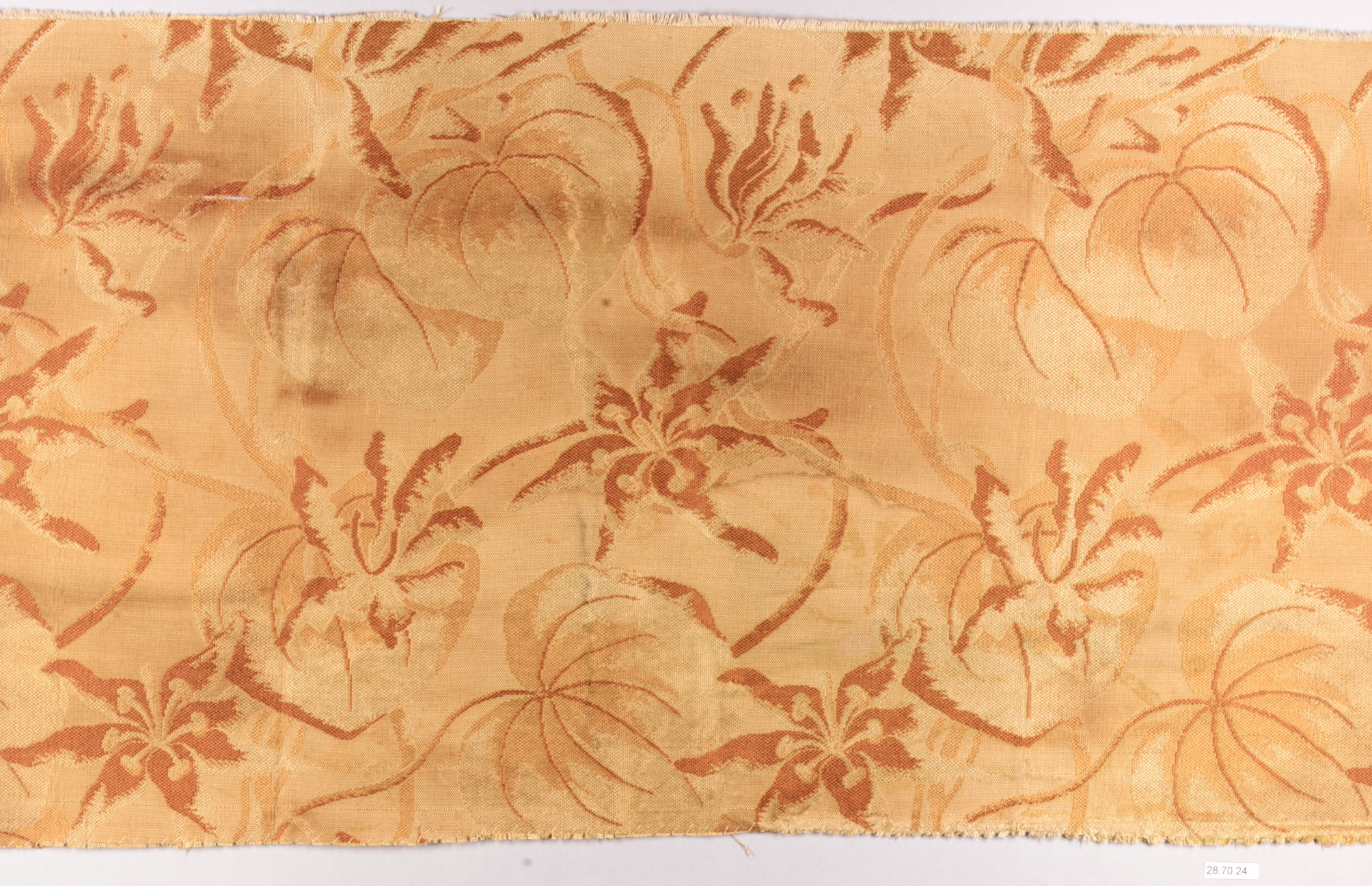
Muster, hergestellt von Cheney Brothers
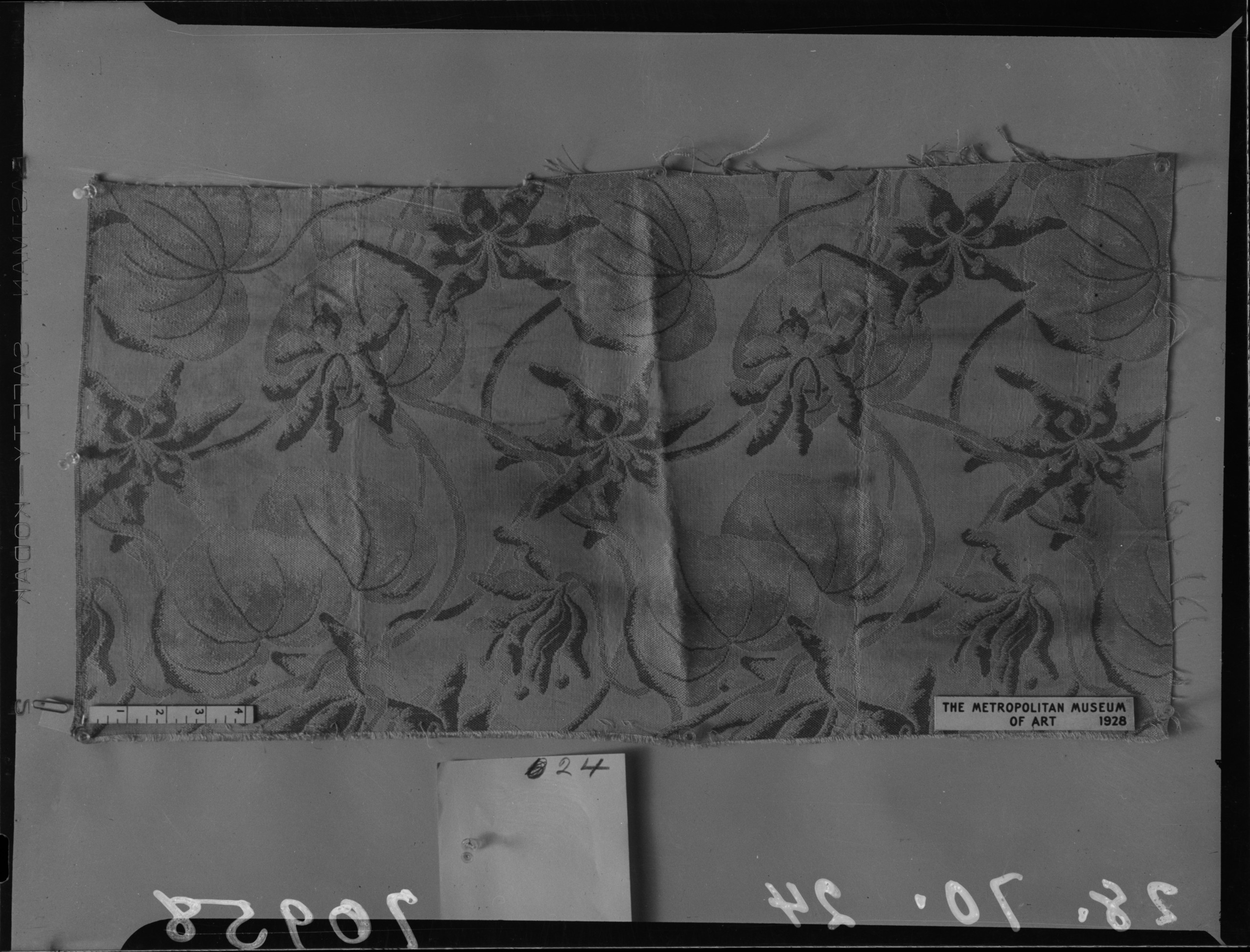
Muster, hergestellt von Cheney Brothers
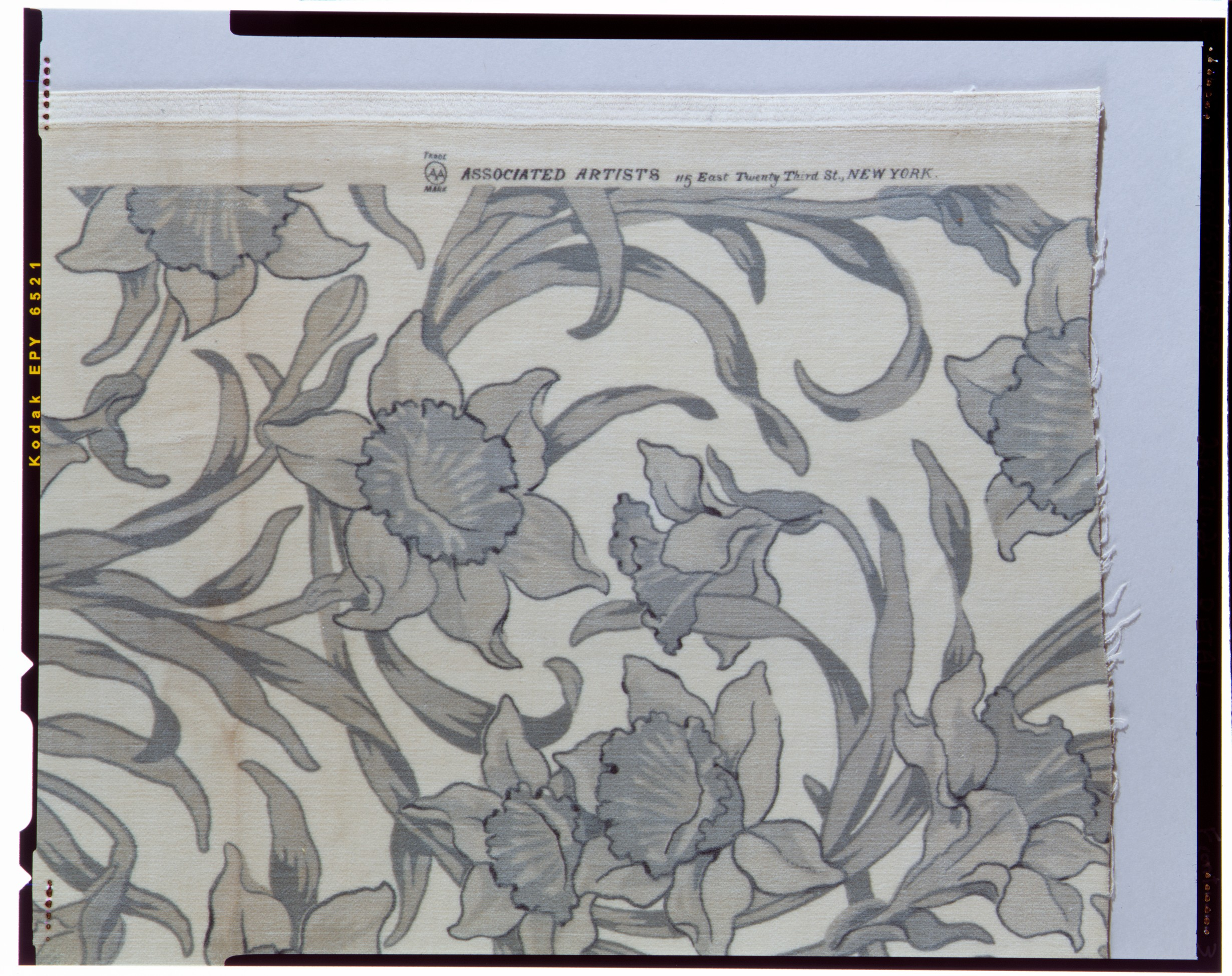
Bedruckter und gewebter Baumwollsamt
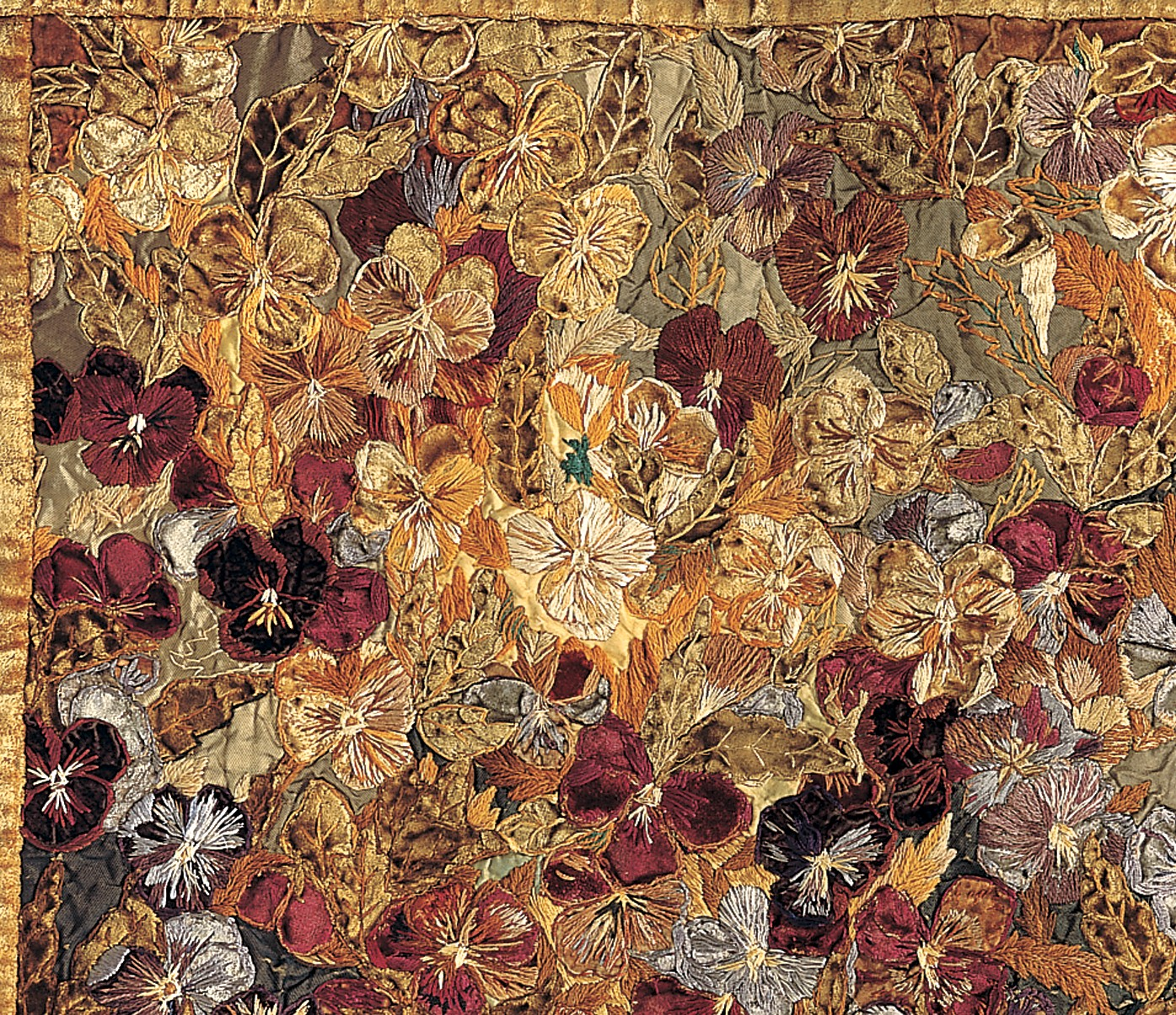
Portiere (Seidensamt und mit Seide und Wolle applizierte und bestickte Seide)
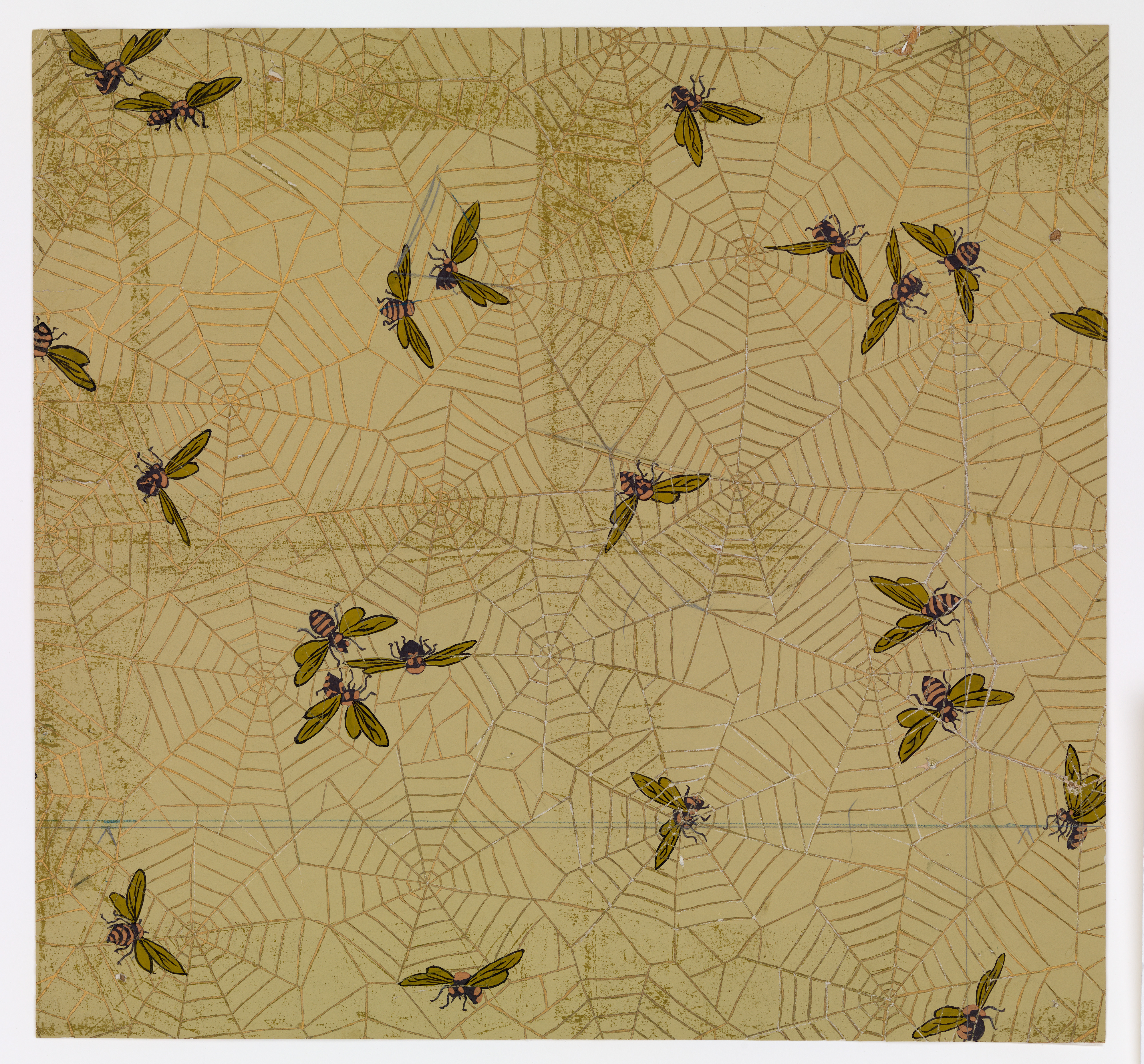
Spinnennetz, Zeichnung,
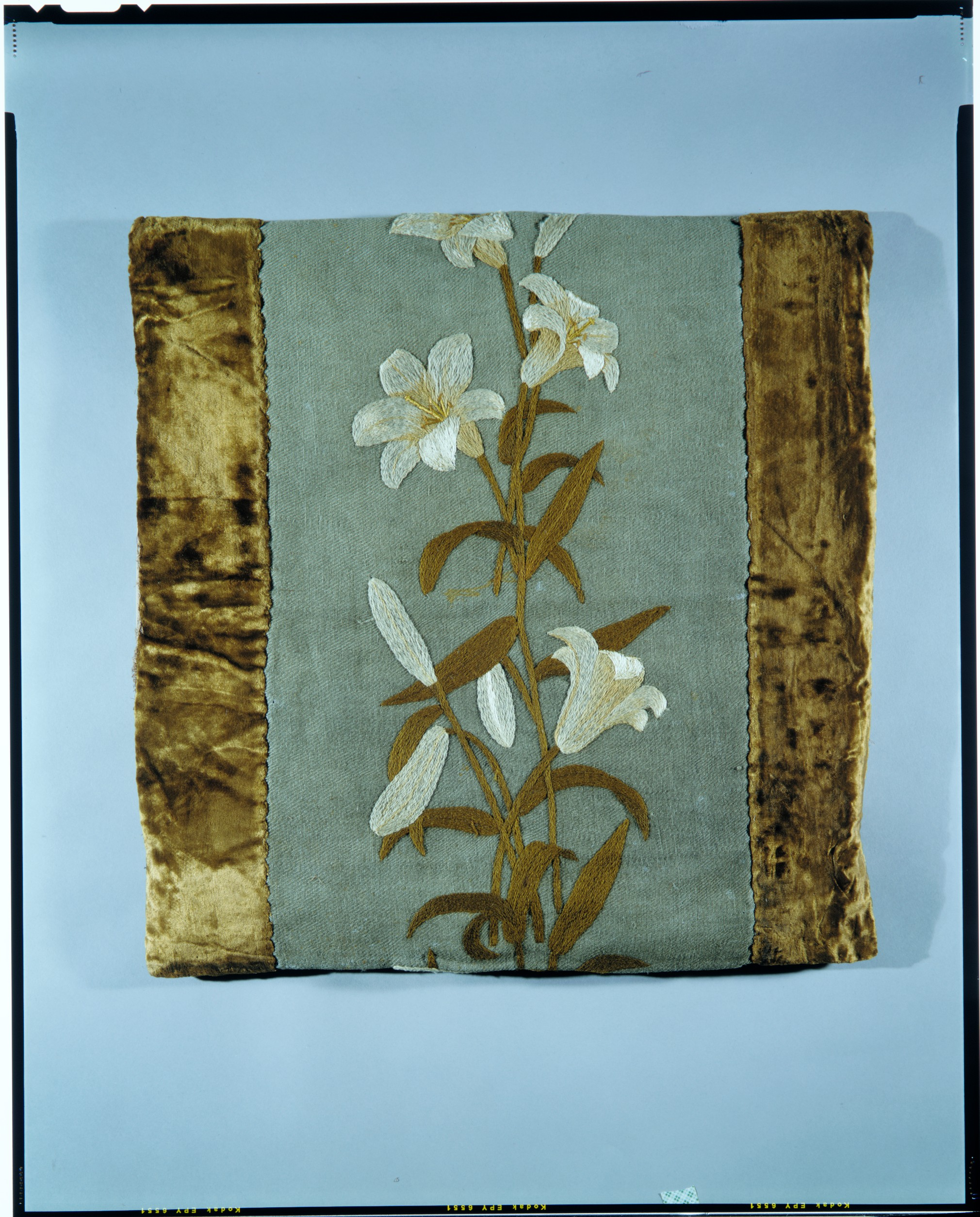
Kissenbezug (Mit Woll- und Seidenfäden bestickter Wolltwill, Rand aus Seidensamt)
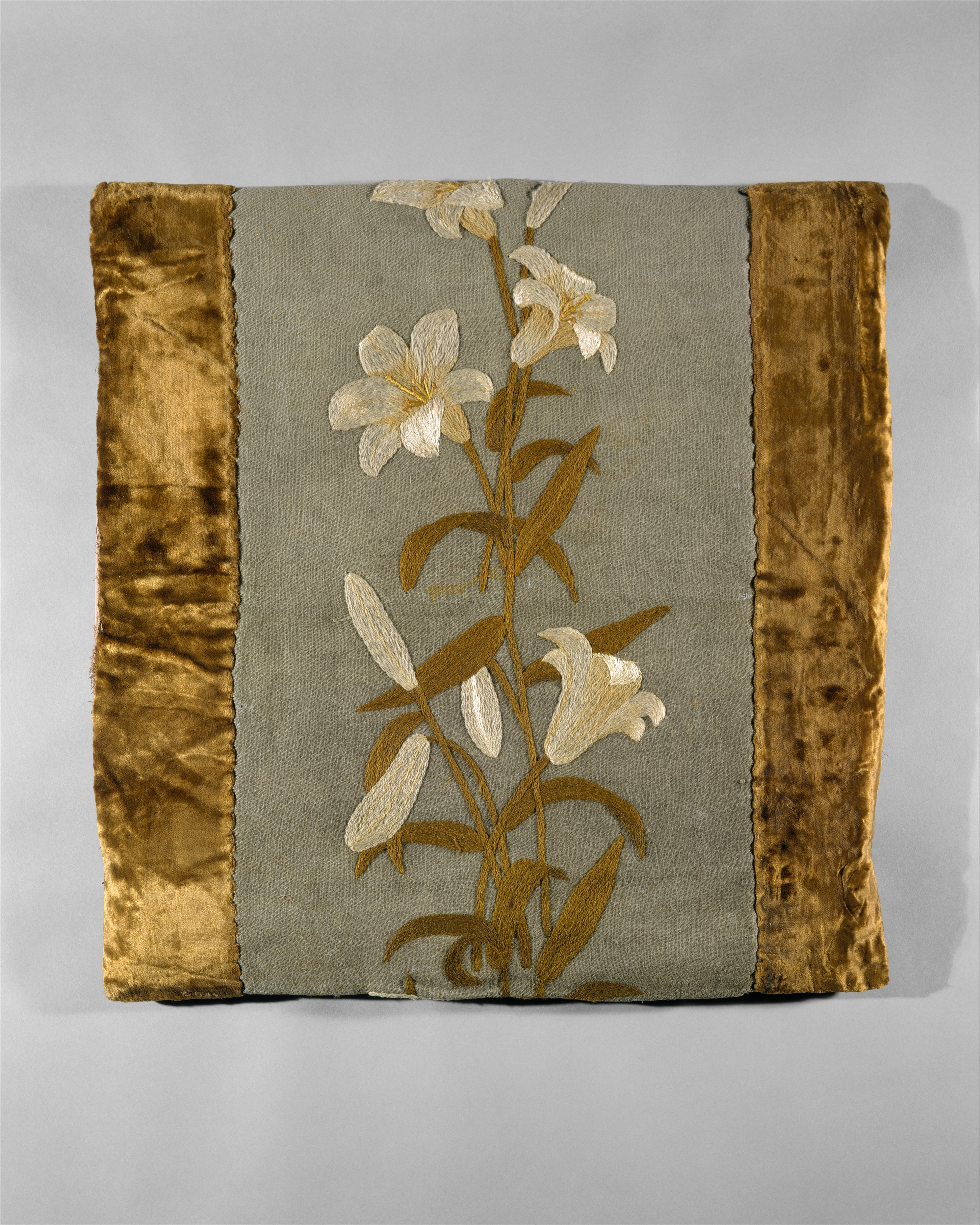
Kissenbezug (Mit Woll- und Seidenfäden bestickter Wolltwill, Rand aus Seidensamt)
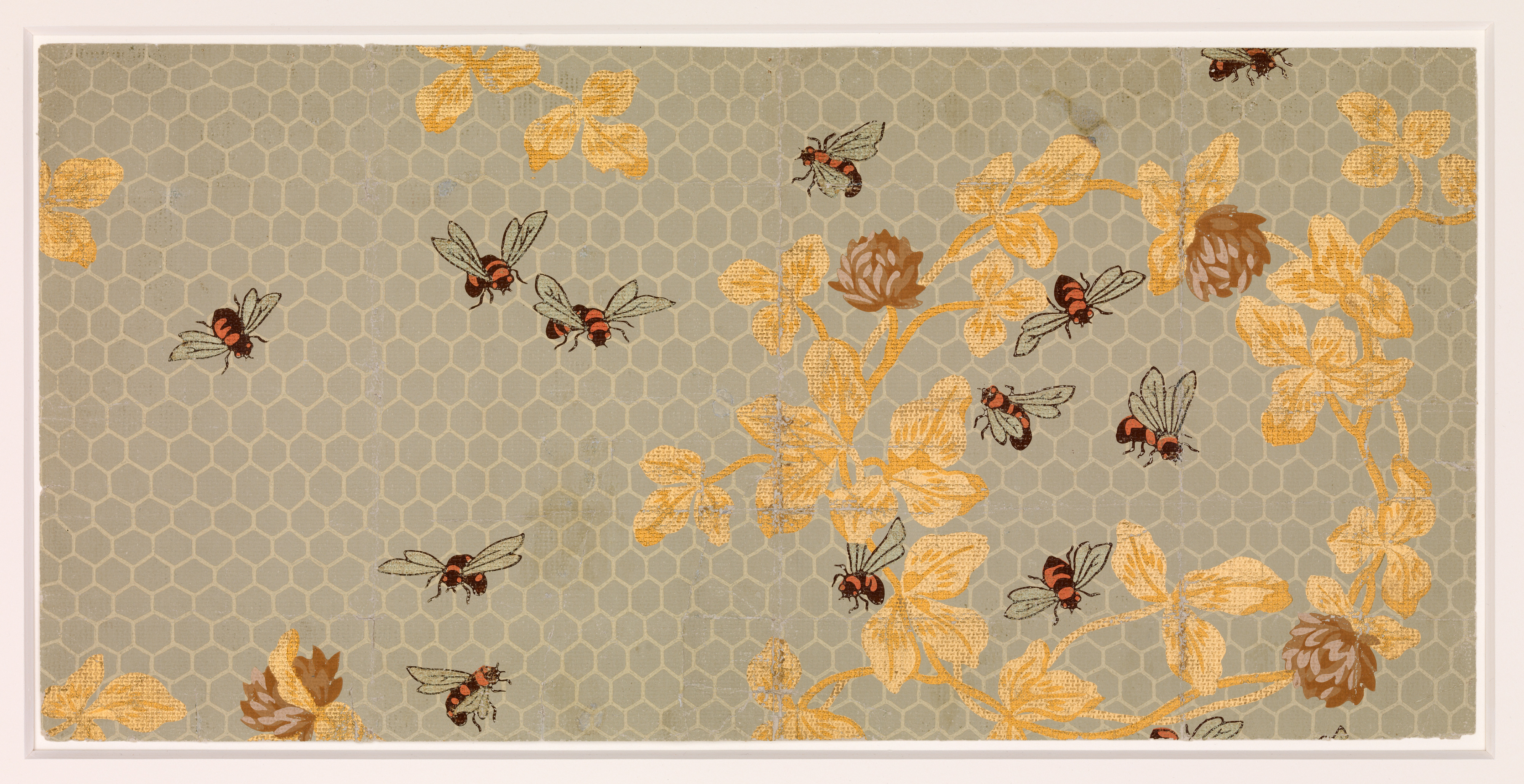
Tapetenfragment in sechs Farben mit vier zusätzlichen Metallic-Farben bedruckt

## Veröffentlichungen (Auswahl)
- Indian Corn: A Garland of Tributes in Prose and Verse.1893.
- Prize Painting Book: Good Times. New York: White & Stokes, 1881.
- Household Art. New York: Harper & Brothers, 1893.
- Content in a Garden. New York: Houghton Mifflin and Company, 1901.
- How to Make Rugs. New York: Doubleday, Page & Company, 1902.
- Principles of Home Decoration. New York: Doubleday, Page & Company, 1903.
- Doubledarling and the Dreamspinner. New York: Fox, Duffield & Company, 1905.
- The Annals of Onteora: 1887–1914. New York: E.W. Whitfield, 1914.
- Yesterdays in a Busy Life. New York: Harper & Brothers, 1918.
- The Development of Embroidery in America. New York: Harper & Brothers, 1921.